# Sankai
Sankai (産怪, litt. « monstre de naissance ») est un terme japonais faisant référence aux yōkai (créatures du folklore japonais) qui ont vu le jour  grâce à une femme enceinte. D'après les légendes, si les soins nécessaires ne sont pas effectués pendant la grossesse, un sankai naîtra. Avant l'avènement de la médecine moderne, la phase de l'accouchement était mal connue et dangereuse pour la mère, et les gens étaient profondément superstitieux. Ainsi, les fausses couches et les naissances trop tôt créèrent la légende des sankai.

## Oketsu
La légende de l'oketsu (オケツ) est originaire de la préfecture d'Okayama. Il ressemble à une tortue avec des cheveux sur le dos. Dès sa naissance, il commence à ramper sur le sol, et tente de se réfugier sous la maison en creusant. S'il n'est pas capturé et tué tout de suite, il tuera la mère pendant son sommeil.

## Kekkai
Le sankai est appelé kekkai (血塊, ケッカイ) dans la préfecture de Saitama et la préfecture de Kanagawa, et kekke (ケッケ) dans la préfecture de Nagano. Peu de légendes nous renseignent sur son apparence extérieur, cependant il est dit qu'il ressemblait à un bovin poilu. On dit aussi qu'un kekkai se cache sous la maison pour tuer la mère. À Urawa, la pratique d'entourer le sous-sol de la maison avec des byōbu était courante pendant l'accouchement pour prévenir cette manœuvre. Il est possible que l'étymologie du mot provienne de kekkai (結界), qui désigne une zone à accès restreint pour raisons religieuses.
Dans la région d'Ashigara dans la préfecture de Kanagawa, on dit que pour empêcher l'attaque d'un sankai, quelqu'un doit monter la garder auprès de l’irori (« foyer, cheminée »), traditionnellement avec un shakushi (« cuillère »).